# Bonito (Mato Grosso do Sul)
Pour les articles homonymes, voir Bonito.
Bonito est une municipalité du Mato Grosso do Sul au Brésil.
Sa population était estimée à 17 856 habitants en 2009, elle s'étend sur 4 934,318 km2.
Elle fait partie de la Microrégion de Bodoquena dans la Mésorégion du Sud-Ouest du Mato Grosso do Sul.

## Maires
| Période | Période | Identité                        | Étiquette | Qualité |
| ------- | ------- | ------------------------------- | --------- | ------- |
| 2009    | 2012    | José Artur Soares de Figueiredo | PMDB      |         |